# Clarkcoma bollonsi
Clarkcoma bollonsi is een slangster uit de familie Ophiocomidae.
De wetenschappelijke naam van de soort werd in 1908 gepubliceerd door Farquhar.